# دانشگاه آمریکایی آسیای مرکزی
دانشگاه آمریکایی آسیای مرکزی (به انگلیسی: American University of Central Asia)، دانشگاهی آمریکایی است که در سال ۱۹۹۷ میلادی در شهر بیشکک در قرقیزستان تأسیس شد.
دروس دانشگاهی در این دانشگاه به زبان انگلیسی تدریس می‌شوند.

## نگارخانه

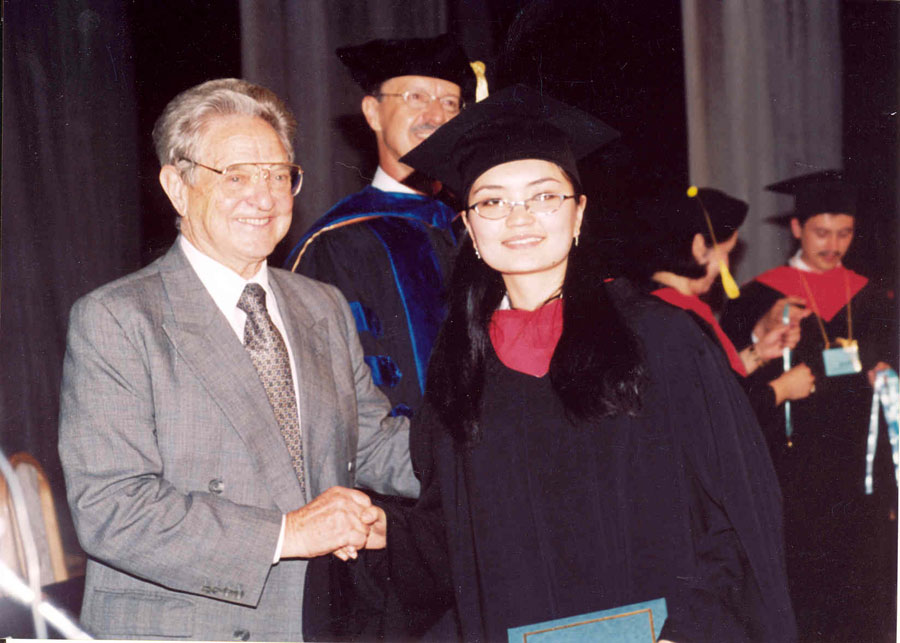
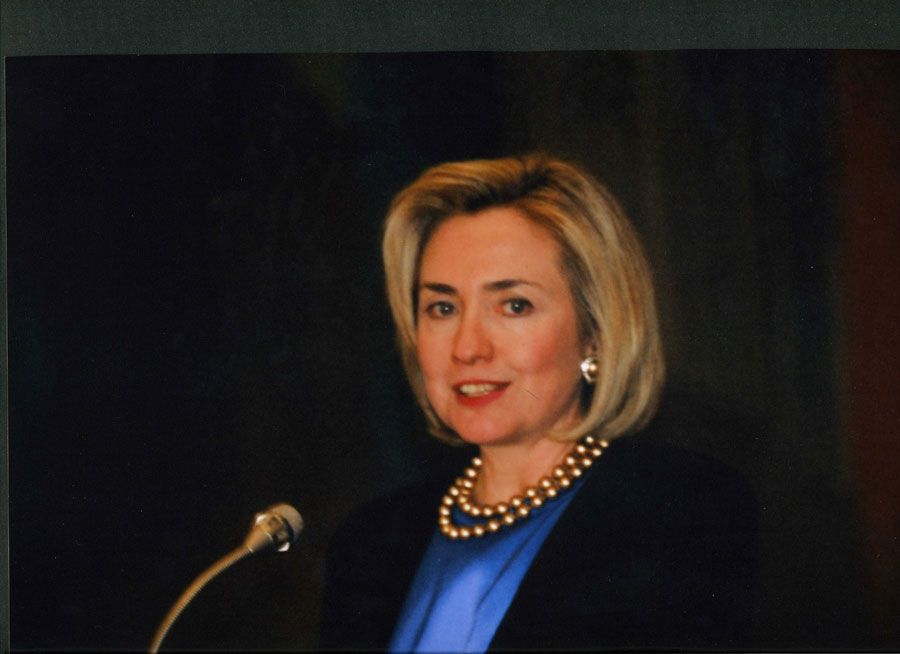